# Eliza Sanne
Eliza Nina Frederikke Sanne, född Rømer 7 september 1839 i Köpenhamn, död där 10 januari 1930, var en dansk sångerska. Hon ingick 1865 äktenskap med Viggo Sanne.
Sanne var utbildad av Henrik Rung och av Francesco Lamperti i Milano. Hon debuterade 1865 på Det Kongelige Teater och var 1865–70 anställd vid Folketeatret.